# فرودگاه نیاگارا فالز/نیاگارا ساوت
فرودگاه نیاگارا فالز/نیاگارا ساوت (به انگلیسی: Niagara Falls/Niagara South Airport) یک فرودگاه همگانی است که یک باند فرود شن دارد و طول باند آن ۱۳۵۱ متر است. این فرودگاه در شهر نیاگارا فالز (انتاریو) کشور کانادا قرار دارد و در ارتفاع ۱۷۶ متری از سطح دریا واقع شده است.